# Grand Prix moto de Grande-Bretagne 1995
Le Grand Prix moto de Grande-Bretagne 1995 est le neuvième rendez-vous de la saison 1995 du championnat du monde de vitesse moto. Il s'est déroulé sur le circuit de Donington Park du 21 au 23 juillet 1995.
C'est la 20e édition du Grand Prix moto de Grande-Bretagne.

## Classement 500 cm3
| Pos  | Pilote               | Constructeur  | Temps/Écart     | Points |
| ---- | -------------------- | ------------- | --------------- | ------ |
| 1    | Mickael Doohan       | Honda         | 47 min 28 s 502 | 25     |
| 2    | Daryl Beattie        | Suzuki        | +4 s 285        | 20     |
| 3    | Alex Criville        | Honda         | +22 s 192       | 16     |
| 4    | Loris Capirossi      | Honda         | +37 s 296       | 13     |
| 5    | Luca Cadalora        | Yamaha        | +40 s 413       | 11     |
| 6    | Shinichi Itoh        | Honda         | +46 s 131       | 10     |
| 7    | Neil Hodgson         | ROC Yamaha    | +58 s 509       | 9      |
| 8    | Juan Borja           | ROC Yamaha    | +59 s 330       | 8      |
| 9    | Bernard Garcia       | ROC Yamaha    | +1 min 01 s 432 | 7      |
| 10   | Adrien Bosshard      | ROC Yamaha    | +1 min 30 s 753 | 6      |
| 11   | Toshiyuki Arakaki    | Harris Yamaha | +1 min 30 s 868 | 5      |
| 12   | Bruno Bonhuil        | ROC Yamaha    | +1 min 36 s 608 | 4      |
| 13   | Sean Emmett          | Harris Yamaha | +1 min 37 s 132 | 3      |
| 14   | Eugene McManus       | Harris Yamaha | +1 min 37 s 636 | 2      |
| 15   | Chris Walker         | Harris Yamaha | +1 tour         | 1      |
| 16   | Frédéric Protat      | ROC Yamaha    | +1 tour         |        |
| 17   | Bernard Haenggeli    | ROC Yamaha    | +1 tour         |        |
| 18   | Norifumi Abe         | Yamaha        | +3 tours        |        |
| Abd. | Lucio Pedercini      | ROC Yamaha    | Abandon         |        |
| Abd. | Scott Gray           | Harris Yamaha | Abandon         |        |
| Abd. | Cristiano Migliorati | Harris Yamaha | Abandon         |        |
| Abd. | Carlos Checa         | Honda         | Abandon         |        |
| Abd. | James Haydon         | Harris Yamaha | Abandon         |        |
| Abd. | Marc Garcia          | ROC Yamaha    | Abandon         |        |
| Abd. | Jeremy McWilliams    | Yamaha        | Abandon         |        |
| Abd. | Loris Reggiani       | Aprilia       | Abandon         |        |
| Abd. | Marco Papa           | ROC Yamaha    | Abandon         |        |
| Abd. | Alex Barros          | Honda         | Abandon         |        |

## Classement 250 cm3
| Pos  | Pilote                    | Constructeur  | Temps/Écart     | Points |
| ---- | ------------------------- | ------------- | --------------- | ------ |
| 1    | Max Biaggi                | Aprilia       | 43 min 14 s 102 | 25     |
| 2    | Tetsuya Harada            | Yamaha        | +2 s 848        | 20     |
| 3    | Ralf Waldmann             | Honda         | +2 s 920        | 16     |
| 4    | Olivier Jacque            | Honda         | +19 s 798       | 13     |
| 5    | Jean-Philippe Ruggia      | Honda         | +20 s 722       | 11     |
| 6    | Niall Mackenzie           | Aprilia       | +27 s 054       | 10     |
| 7    | Jurgen van den Goorbergh  | Honda         | +27 s 870       | 9      |
| 8    | Tadayuki Okada            | Honda         | +30 s 096       | 8      |
| 9    | Eskil Suter               | Aprilia       | +44 s 450       | 7      |
| 10   | Nobuatsu Aoki             | Honda         | +44 s 646       | 6      |
| 11   | Luis d'Antin              | Honda         | +45 s 172       | 5      |
| 12   | Jurgen Fuchs              | Honda         | +45 s 580       | 4      |
| 13   | Takeshi Tsujimura         | Honda         | +47 s 494       | 3      |
| 14   | Roberto Locatelli         | Aprilia       | +47 s 588       | 2      |
| 15   | Régis Laconi              | Honda         | +59 s 654       | 1      |
| 16   | José Luis Cardoso         | Aprilia       | +59 s 812       |        |
| 17   | Jamie Robinson            | Harris Yamaha | +1 min 05 s 850 |        |
| 18   | Adolf Stadler             | Aprilia       | +1 min 11 s 398 |        |
| 19   | Sadanori Hikita           | Honda         | +1 min 18 s 324 |        |
| 20   | Olivier Petrucciani       | Aprilia       | +1 min 20 s 790 |        |
| 21   | Chris Walker              | Honda         | +1 min 23 s 716 |        |
| 22   | Gregorio Lavilla          | Honda         | +1 min 23 s 861 |        |
| 23   | Luis Maurel               | Honda         | +1 min 37 s 587 |        |
| 24   | Scott Smart               | Honda         | +1 tour         |        |
| Abd. | Miguel Angel Castilla     | Honda         | Abandon         |        |
| Abd. | Pere Riba                 | Aprilia       | Abandon         |        |
| Abd. | Gavin Ramsay              | Aprilia       | Abandon         |        |
| Abd. | Bernd Kassner             | Aprilia       | Abandon         |        |
| Abd. | Patrick van den Goorbergh | Aprilia       | Abandon         |        |
| Abd. | Jean-Michel Bayle         | Aprilia       | Abandon         |        |
| Abd. | Ruben Xaus                | Honda         | Abandon         |        |
| Abd. | Kenny Roberts Jr          | Yamaha        | Abandon         |        |

## Classement 125 cm3
| Pos  | Pilote             | Constructeur | Temps/Écart     | Points |
| ---- | ------------------ | ------------ | --------------- | ------ |
| 1    | Kazuto Sakata      | Aprilia      | 44 min 06 s 180 | 25     |
| 2    | Stefano Perugini   | Aprilia      | +3 s 151        | 20     |
| 3    | Emilio Alzamora    | Honda        | +5 s 563        | 16     |
| 4    | Dirk Raudies       | Honda        | +7 s 766        | 13     |
| 5    | Hideyuki Nakajo    | Honda        | +20 s 560       | 11     |
| 6    | Masaki Tokudome    | Aprilia      | +26 s 934       | 10     |
| 7    | Manfred Geissler   | Aprilia      | +27 s 232       | 9      |
| 8    | Jorge Martínez     | Yamaha       | +27 s 604       | 8      |
| 9    | Darren Barton      | Yamaha       | +28 s 318       | 7      |
| 10   | Takehiro Yamamoto  | Honda        | +28 s 547       | 6      |
| 11   | Oliver Koch        | Aprilia      | +29 s 088       | 5      |
| 12   | Herri Torrontegui  | Honda        | +30 s 370       | 4      |
| 13   | Gabriele Debbia    | Yamaha       | +33 s 437       | 3      |
| 14   | Ken Miyasaka       | Honda        | +39 s 257       | 2      |
| 15   | Luigi Ancona       | Honda        | +39 s 276       | 1      |
| 16   | Tomoko Igata       | Honda        | +1 min 09 s 491 |        |
| 17   | Hiroyuki Kikuchi   | Honda        | +1 min 10 s 576 |        |
| 18   | Yoshiyuki Sugai    | Honda        | +1 min 10 s 856 |        |
| 19   | Steve Patrickson   | Honda        | +1 min 30 s 176 |        |
| 20   | Massimo d'Agnano   | Aprilia      | +1 min 31 s 186 |        |
| 21   | Pete Jennings      | Honda        | +1 tour         |        |
| 22   | Stefan Kurfiss     | Yamaha       | +1 tour         |        |
| 23   | Christian Kellner  | Yamaha       | +1 tour         |        |
| Abd. | Vittorio Lopez     | Aprilia      | Abandon         |        |
| Abd. | Yoshiaki Katoh     | Yamaha       | Abandon         |        |
| Abd. | Gianluigi Scalvini | Aprilia      | Abandon         |        |
| Abd. | Noboru Ueda        | Honda        | Abandon         |        |
| Abd. | Josep Sarda        | Honda        | Abandon         |        |
| Abd. | Tomomi Manako      | Honda        | Abandon         |        |
| Abd. | Jim Falls          | Honda        | Abandon         |        |
| Abd. | Andrea Ballerini   | Aprilia      | Abandon         |        |
| Abd. | Haruchika Aoki     | Honda        | Abandon         |        |
| Abd. | Akira Saito        | Honda        | Abandon         |        |
| Abd. | Peter Öttl         | Aprilia      | Abandon         |        |